# Audenshaw
Audenshaw är en ort och en unparished area i distriktet Tameside i grevskapet Greater Manchester i England. Unparished area hade 12 790 invånare år 2001. Fram till 1974 var det ett separat distrikt.